# Republika Cospaii

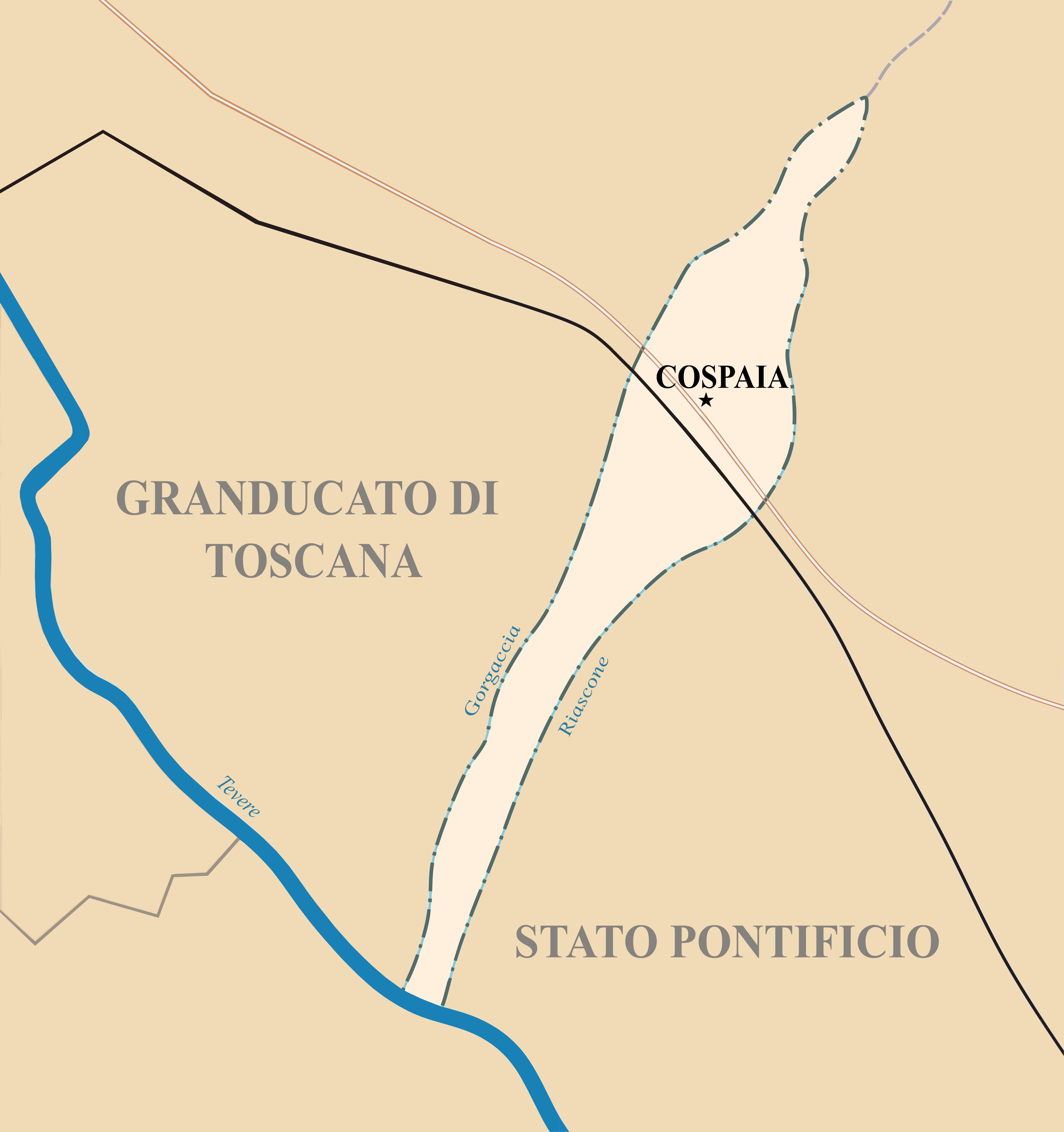
Mapa terytorium Republiki, graniczącej od zachodu z Wielkim Księstwem Toskanii, a od wschodu z Państwem Kościelnym

Republika Cospaii – historyczne mikropaństwo położone na Półwyspie Apenińskim.

## Historia
Do powstania republiki doszło w 1440 roku na skutek błędu dokonanego w trakcie sprzedaży fragmentu Państwa Kościelnego Republice Florenckiej przez papieża Eugeniusza IV na soborze we Florencji.
Nieporozumienie to miało swoją przyczynę w tym, że delegacje Republiki Florenckiej i Państwa Kościelnego uznały za nową granicę dwie różne bezimienne rzeki (Florencja za nową linię demarkacyjną uznała rzekę płynącą na północy, natomiast Rzym płynącą na południu), położone 500 metrów od siebie. W ten sposób terytorium o wymiarach 2 kilometrów na 0,5 kilometra, położone między obydwoma państwami stało się ziemią niczyją. Kiedy lokalni mieszkańcy dowiedzieli się o zaistniałej sytuacji ogłosili niezależność od obydwu państw. Stan ten został formalnie uznany przez Florencję i Państwo Kościelne w 1484 roku, ponieważ żadnej ze stron nie zależało na korekcji już i tak skomplikowanej granicy.
Kres republiki nastąpił 25 maja 1826 roku, kiedy Cospaia została podzielona między Toskanię i Państwo Papieskie, w wyniku postanowień traktatu podpisanego przez pozostałe 14 rodzin mieszkających w Cospaii. W zamian otrzymali oni srebrną monetę oraz zezwolenie na dalszą uprawę tytoniu (do pół miliona roślin rocznie).

### Powstanie republiki
Republikańska forma rządów w czasach Cospaii była dość rzadko spotykana, ponieważ rozpropagowała ją dopiero rewolucja francuska oraz wydarzenia będące jej konsekwencjami. Spośród występujących wtedy przykładów można tylko wymienić włoskie nadmorskie republiki, San Marino, a także niepotwierdzoną historycznie republikę Senarica.
Niemniej jednak mieszkańcy Cospaii przy wyborze nowego porządku społecznego postanowili oprzeć swój system na całkowitej wolności jego obywateli, będących od teraz suwerennymi jednostkami, a nie poddanymi jakiegokolwiek organu władzy. Oprócz tego zadecydowano o stworzeniu oficjalnej symboliki republiki w postaci biało-czarnej flagi, podzielonej wzdłuż przekątnej, a także herbu, który na swojej tarczy zobrazowaną ma wieś położoną pomiędzy dwoma małymi ciekami wodnymi, ryby oraz krzew tytoniu szlachetnego. Na samej górze widnieje również oficjalne motto Cospaii: „Perpetua et firma libertas (Wieczna i trwała wolność)”.
Tym samym Cospaiesi nie byli zobowiązani do płacenia żadnych danin Państwu Papieskiemu bądź Wielkiemu Księstwu Toskanii, a towary transportowane przez terytorium nie podlegały żadnym cłom, co czyniło cały obszar wolną strefą ekonomiczną, a także strefą buforową dla wyżej wymienionych państw.
Dodatkowo, z uwagi na formę organizacji społeczeństwa, Cospaia była jednym z pierwszych, a potem jedynym miejscem we Włoszech, które nie wprowadziło na swoim terytorium papieskiego zakazu uprawy tytoniu, co uczyniło z 250 mieszkańców monopolistów, a 25 hektarów miejscowych gruntów ornych została zagospodarowana pod tę właśnie uprawę. Wydarzenie to miało tak duży wpływ, że po dziś dzień niektóre odmiany tytoniu nazywane są cospaia.

### Forma rządzenia
Republika Cospaii nie miała ani oficjalnego rządu, ani formalnego systemu prawnego. Nie posiadała także więzienia, stałej armii czy też policji. Jedyną formą administracji była Rada Starszych i Głów Rodzin, która zwoływana była w przypadku konieczności podjęcia odpowiednich decyzji lub przeprowadzenia procesów sądowniczych. Na jej czele w roli przewodniczącego zasiadali jednocześnie wikariusz z San Lorenzo oraz członek rodziny Valenti – najważniejszej rodziny w kraju. Za miejsce spotkań rady służył do 1718 roku dom rodu Valenti, natomiast później, już do końca istnienia republiki, Kościół Zwiastowania Najświętszej Maryi Panny. Z tego powodu do dzisiaj można na architrawie drzwi kościoła oraz dzwonie parafialnym odczytać zapisane motto Cospaii „Perpetua et firma libertas”.
Po kilku wiekach republika uległa zdegradowaniu na skutek wzmożonej działalności przemytników. Idea wolności, która przyświecała założycielom, uległa erozji na rzecz przywilejów, a niespotykana nigdzie indziej swoboda przy jednoczesnym braku służb mogących wyegzekwować porządek przyciągała coraz więcej ludzi nieprawych, szukających łatwego sposobu do zarobku albo ucieczki od sprawiedliwości. Są to w zasadzie problemy typowe dla mikropaństw, szczególnie mających podobnie „pośredniczące” położenie geopolityczne.

### Koniec republiki
Po czasach wojen napoleońskich, 26 czerwca 1826 roku czternastu przedstawicieli republiki dokonało aktu poddania się papieżowi, przez co Cospaia została włączona do Państwa Kościelnego. W zamian każdy obywatel otrzymał papieską srebrną monetę oraz uprawnienie do dalszej hodowli tytoniu, która to została przejęta przez bogatych właścicieli ziemskich jak Collacchioni i Giovagnoli, którzy wykupili większość ziemi stanowiącej niegdyś terytorium republiki. Następnie rozszerzyli oni produkcję na obszar całej doliny, czyniąc go głównym towarem rolnym.